# Sanja Damjanović
Sanja Damjanović (n. 5 iunie 1972, Nikšić, Republica Socialistă Muntenegru, RSF Iugoslavia) este o fiziciană din Muntenegru și ministru al științei în Guvernul Muntenegrului din 2016.

## Biografie
Sanja Damjanović a absolvit liceul în 1991 și a studiat fizica la Universitatea din Belgrad până în anul 1995. Studiile sale universitare de masterat au implicat fizica particulelor elementare și gravitația. A lucrat ca asistent universitar la Universitatea din Muntenegru (Univerzitet Crne Gore, UCG) din 1997 până în 1998.
Din 1999, ea a susținut teza de doctorat sub îndrumarea fizicianului Hans Joachim Specht (fost director științific al centrului german GSI Helmholtz pentru cercetarea ionilor grei) de la Universitatea din Heidelberg, cu tema „Producerea de perechi de electroni în ciocnirile nucleare Pb-Au la 40 AGeV“ în cadrul experimentului cu spectrometrul Čerenkov (CERES/NA45-2) de la acceleratorul de particule Super Proton Synchrotron (SPS) de la CERN, Geneva. Sanja Damjanović și-a luat doctoratul în 2002 cu magna cum laude.
În 2003, a continuat ca cercetător postdoctoral la CERN în cadrul unui tratat de cooperare între Universitatea RKU și centrul german GSI Helmholtz privind experimentul NA60, de „producere de di-miuoni și quarkuri c cu fascicule de protoni și ioni grei”.
În 2006, ea a continuat cu o bursă CERN, până în 2009, ca asociat științific în diferite programe de cercetare, precum cercetarea fundamentală, fizica experimentală a coliziunilor nucleelor atomice cu energii înalte sau cercetarea aplicată a câmpurilor cu radiații ridicate produse de fascicule de particule accelerate. În 2007, Damjanović a jucat un rol cheie în inițierea unui acord de cooperare internațională între Muntenegru și CERN.
Din 2014, s-a întors la Darmstadt, Germania pentru a se alătura unui grup care lucrează la detectarea și diagnosticarea radiațiilor în cadrul diviziei de accelerare a centrului GSI Helmholtz privind cercetarea ionilor grei și a fost delegată înapoi la CERN din 2015. Damjanović are peste 100 de publicații în reviste de referință și lucrări de conferință.
Damjanović a fost numită ministru al științei în Guvernul Muntenegrului ca membru al Partidului Democrat al Socialiștilor din Muntenegru în toamna anului 2016. În urma unei inițiative a profesorului Herwig Schopper din această perioadă, Sanja Damjanović a grăbit politic fondarea „Institutului internațional sud-est european pentru tehnologii durabile” (SEEIIST, Geneva) începând cu primele luni ale anului 2017 pentru a deveni actualul proiect comun al celor 8 state ale regiunii, Albania, Bosnia și Herțegovina, Bulgaria, Kosovo, Macedonia de Nord, Muntenegru, Serbia și Slovenia. Nucleul proiectului SEEIIST este o instalație de ultimă generație pentru „Terapie tumorală (a cancerului) și cercetare biomedicală cu protoni și ioni grei”. Proiectul a intrat în faza de studiu de proiectare. Din 2018, Damjanović este președintele Comitetului de conducere interguvernamental al proiectului SEEIIST.